# Bragging Rights 2009
Bragging Rights 2009 was een professioneel-worstel-pay-per-viewevenement dat geproduceerd werd door World Wrestling Entertainment. Dit evenement was de eerste editie van Bragging Rights en vond plaats in de Mellon Arena in Pittsburgh (Pennsylvania) op 25 oktober 2009.

## Matchen
| Nr.                                                                          | Match | Winnaar(s)         |
| ---------------------------------------------------------------------------- | --- | ------------------ |
| 1                                                                            | John Morrison vs. The Miz in een Interbrand een-op-eenmatch | The Miz            |
| 2                                                                            | SmackDown! Divas (Michelle McCool, Beth Phoenix & Natalya) vs. Raw Divas (Melina, Kelly Kelly & Gail Kim) in een tag team match                                                                             | SmackDown! Divas   |
| 3                                                                            | The Undertaker (c) vs. CM Punk vs. Rey Mysterio vs. Batista in een Fatal Four-Way match voor het WWE World Heavyweight Championship                                                                         | The Undertaker (c) |
| 4                                                                            | Team SmackDown (Chris Jericho, Kane, R-Truth, Matt Hardy, The Hart Dynasty & Finlay) vs. Team Raw (D-Generation X, Big Show, Cody Rhodes, Jack Swagger, Kofi Kingston and Mark Henry) in een tag team match | Team SmackDown!    |
| 5                                                                            | Randy Orton1 (c) vs. John Cena2 in een 60-minuten Anything Goes Iron Man match voor het WWE Championship | John Cena (nc)     |
| (c) huidige kampioen voor en na de match \| (nc) nieuwe kampioen na de match | |                    |

1Als Orton verloor, kreeg hij geen herkansingswedstrijd meer.

2Als Cena verloor, moest hij Raw verlaten.
Na de evenement werd er een Bragging Rights-trofee en die werd gewonnen voor SmackDown!. SmackDown! won met 2-1 van Raw.